# 世界はまだ君を知らない
「世界はまだ君を知らない」（せかいはまだきみをしらない）は、阿部真央の8枚目のシングル。2012年5月16日にポニーキャニオンから発売。

## 概要
表題曲「世界はまだ君を知らない」は、阿部がNHKのキャンペーン「春ナビ」のイメージキャラクターに起用され、そのテーマソングとして書き下ろした曲。新生活を始めた人の背中を押せるような応援歌となっている。
カップリングはアコギ弾き語りの「愛してほしい」を収録。アコギ弾き語りの楽曲がシングルに収録されるのは「19歳の唄」以来となる。また、この楽曲では初めて全編アルペジオで演奏している。
シングル「ロンリー」以来となる表題曲のインストゥルメンタルが収録されている。
初回特典として、一部店舗では「阿部真央のあべまおらじお【番外編】」を収録したCDが付属している。このCDには、4枚目のアルバムの表題曲「戦いは終わらない」も一部収録されている。

## 収録曲
全作詞作曲：阿部真央
| #  | タイトル                          | 作詞 | 作曲・編曲 | 編曲家   |
| -- | --------------------------------- | ---- | ---------- | -------- |
| 1. | 「世界はまだ君を知らない」        |      |            | 小森雄壱 |
| 2. | 「愛してほしい」                  |      |            | 阿部真央 |
| 3. | 「世界はまだ君を知らない(Inst.)」 |      |            |          |